# Tor Kielce
Tor Kielce ist die derzeit längste polnische Rennstrecke. Sie liegt etwa 10 km nordwestlich der Stadt Kielce in der Woiwodschaft Heiligkreuz bei Miedziana Góra. Sie war bei ihrer Eröffnung 1977 die erste Auto- und Motorradstrecke in Polen.

## Geschichte
Die Strecke wurde 1976–1977 auf Initiative von Włodzimierz Wójcikiewicz, dem Vorsitzenden des Automobilclubs von Kielce, in Zusammenarbeit mit dem Polnischen Automobilverband und Unternehmen aus der Region Świętokrzyskie gebaut. Der Entwurf des Streckenlayouts stammte von Józef Marcinkowski. 

## Streckenbeschreibung
Die permanente Anlage umfasst einen langgestreckten Rennoval-Kurs, der 1140 m lang ist und unter anderem die Boxengebäude und die Boxengasse umfasst. Im Infield dieses Kurses befindet sich eine 880 m lange Kartbahn, die auch eine optionale Schikane des Rennkurses nutzt.
Die "Große Schleife" mit einer Länge von 4160 m umfasst neben der permanenten Rennstrecke auch einen Teil der Nationalstraße 74 sowie einen rücklaufenden Rennstreckenteil, der durch den Wald zurück zur Rennstrecke führt und Charakterzüge der Nürburgring-Nordschleife aufweist. Die längste Gerade hat eine Länge von 450 m. Es gibt einen Höhenunterschied von 60 m und 16 Kurven.
Die Strecke ist Teil des Sport- und Tourismuszentrums "moto-raj", das aus einem Verwaltungsgebäude, einem Motel und einem Campingplatz mit 150 Stellplätzen für Wohnwagen und 50 Stellplätzen für Zelte besteht. Die gesamte Anlage gehört dem Automobilclub von Kielce.

## Veranstaltungen
Die Rennstrecke wird seit ihrem Bestehen hauptsächlich für nationale Automobil-, Motorrad- und Kartrennen benutzt. Aktuell finden im Vierradsport vornehmlich Rallye-, Rallycross- und Drift-Veranstaltungen auf dem Gelände der Strecke statt. 
Seit den 1980er Jahren wird auf der Rennstrecke in Kielce eine Automesse veranstaltet.
Im Jahr 2000 wurden hier die polnischen Meisterschaften im Straßenradsport und die Europameisterschaften der Jugend im Radsport ausgetragen.